# ژانت اوگرن
ژانت اوگرن (سوئدی: Janet Ågren؛ زاده ۶ آوریل ۱۹۴۹) بازیگر و مدل پیشین سوئدی است که بیشتر در فیلم‌های ایتالیایی سبک بهره‌کشی بازی می‌کرد.

## زندگی و حرفهٔ هنری
ژانت در لاندسکرونای سوئد زاده شده، شهری که بعدها او در گفتگویی با یک روزنامه‌نگار ایتالیایی «ناپل شمالی» نامید. حرفهٔ او در مدلینگ باعث شد تا به شهر رم نقل مکان کند و در اینجا بود که به تحصیل در رشتهٔ بازیگری در «مدرسه تئاتر» با مدیریت آلساندرو فرسن پرداخت. نخستین نقش‌آفرینی او در سینما در فیلم «کودتا» به کارگردانی لوچانو سالچه بود و سپس نقش‌هایی در فیلم‌های پالپ (۱۹۷۲) در کنار مایکل کین و در نقش یک متصدی پذیرش، آوانتی! (۱۹۷۲) در کنار جک لمون و در نقش یک پرستار ایفا کرد. او در مجموع در ۵۷ فیلم بازی کرد که از آن میان می‌توان به دست چپ قانون (۱۹۷۵)، شهر مردگان (۱۹۸۰)، زنده خورده‌شده! (۱۹۸۰)، وحشت (۱۹۸۲)، سونیای سرخ (۱۹۸۵)، علاءالدین (۱۹۸۶) و رتمن (۱۹۸۸) اشاره کرد. او مدتی کوتاهی هم در زمینهٔ موسیقی فعالیت کرد.
او بازیگری را در اوایل دهه ۱۹۹۰ رها کرد و به ایالات متحده آمریکا نقل‌مکان کرد و در حال حاضر در آنجا زندگی می‌کند. او با کارلو مائیئتو تهیه‌کننده ایتالیایی ازدواج کرد.

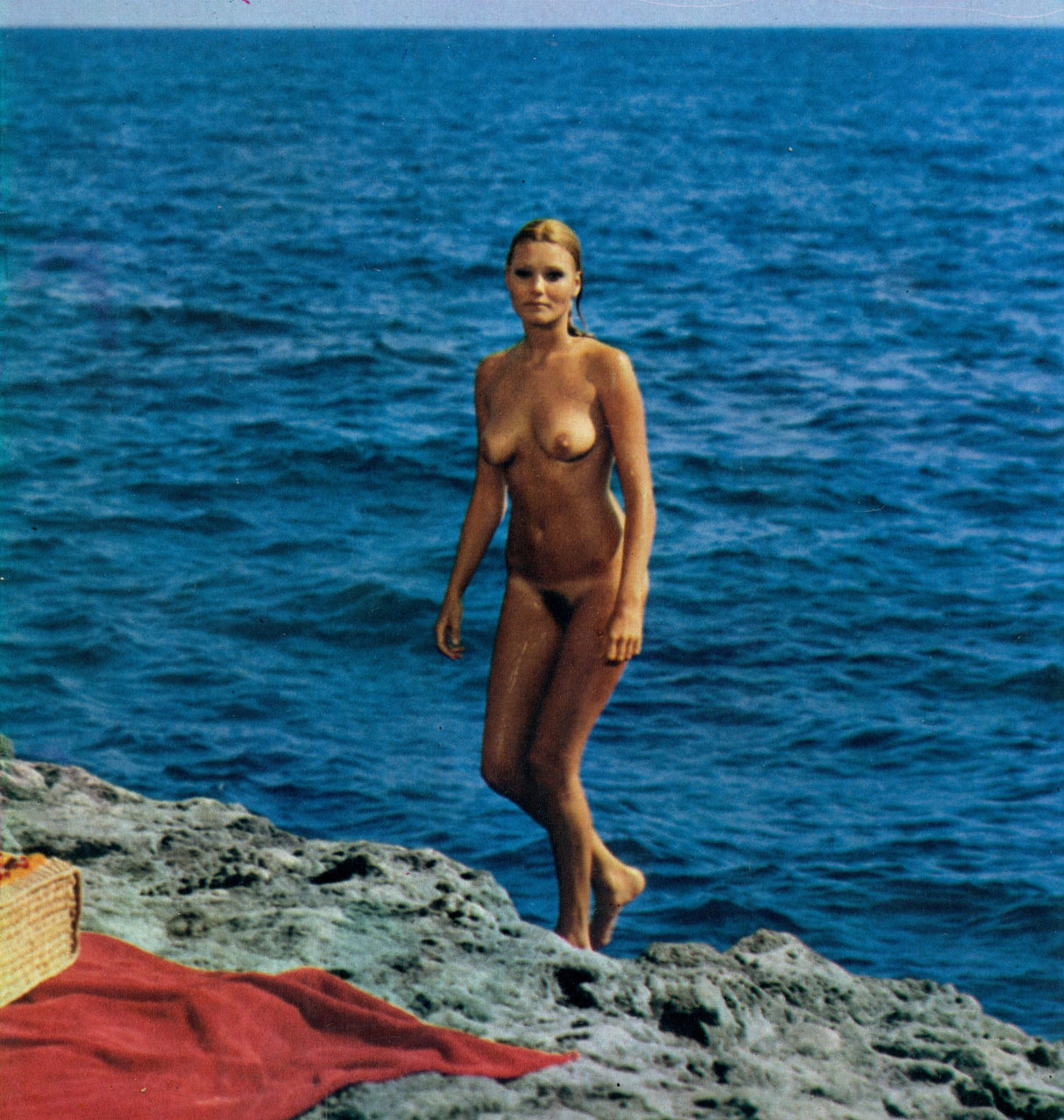
ژانت اوگرن در فیلم شگرد یک عشق در سال ۱۹۷۳

## گزیدهٔ فیلم‌شناسی
- علاءالدین (۱۹۸۶)
- انتقامجویی از آینده (۱۹۸۶)
- سونیای سرخ (۱۹۸۵)
- چشم، چشم بد، جعفری و رازیانه (۱۹۸۳)
- این و آن (۱۹۸۳)
- با ببرها بازی نکنید (۱۹۸۲)
- معضل بزرگ (۱۹۸۱)
- عالیجناب با معشوقه‌اش زیر تخت (۱۹۸۱)
- زنت را به من قرض بده (۱۹۸۰)
- شاه‌میگو برای صبحانه (۱۹۷۹)
- تعقیب مرگبار (۱۹۷۸)
- توطئه اورانیوم (۱۹۷۸)
- جنایت بی‌نقص (۱۹۷۸)
- پائولو بارکا، معلم مدرسه و برهنه‌گرای آخر هفته (۱۹۷۵)
- قاتل نه صندلی رزرو کرد (۱۹۷۴)
- اینگرید فاحشه خیابانی (۱۹۷۳)
- شگرد یک عشق (۱۹۷۳)
- شگفت‌انگیزترین شب زندگیم (۱۹۷۲)
- قصه‌های ممنوعه… دربارهٔ برهنگی (۱۹۷۲)
- آوانتی! (۱۹۷۲)
- زندگی گاهی سخته، درسته پراویدنس؟ (۱۹۷۲)
- پالپ (۱۹۷۲)
- فیورینا، گاو ماده (۱۹۷۲)
- خورشید در چشمان تو (۱۹۷۰)